# Orio
Orio és un municipi de la província de Guipúscoa, País Basc. Orio és un municipi costaner de tradició pesquera. És conegut per ser el bressol de diversos destacats artistes bascos (com l'escultor Jorge Oteiza, el cantant Benito Lertxundi i l'escriptor Anjel Lertxundi) i per la seva gran tradició remera.

## Història
Orio va ser originalment una mera parròquia o col·lació consagrada a San Nicolau de Bari. El 1180 va ser inclosa dins dels límits de la vila de Sant Sebastià. Va anar guanyant importància com localitat de passada en la Ruta Jacobea de la costa. Els pelegrins arribaven a Orio a través del camí que anava des de Sant Sebastià per Igueldo i vorejaven amb barca el riu Oria a l'altura d'Orio, amb el consegüent benefici que suposava en l'economia local. Amb la finalitat de potenciar aquesta localitat costanera, les seves ferreries i les seves drassanes; el rei Joan I de Castella li concedeix el 12 de juliol de 1379 el fur de Sant Sebastià fundant la vila denominada Vila-real de San Nicolás de Orio.

## Economia
L'economia d'Orio ha estat tradicionalment lligada al mar. La pesca i la construcció naval, complementades amb l'agricultura; eren les principals activitats econòmiques del poble. El port d'Orio és un port fluvial. Actualment els vaixells pesquers amarren en la ria d'Oria enfront del mateix centre d'Orio. Curiosament el moll és alhora plaça central del poble. Antigament la ria d'Orio comptava amb gran activitat constructora, amb nombroses drassanes on es construïen fragates per a l'Armada, galions i d'altres embarcacions menors.
Durant el segle xix la barra del riu Oria es va omplir de sorra impedint el pas de vaixells, posant fi a l'activitat de les drassanes. A l'activitat pesquera del port s'hi sumava una important activitat de comerç de ferro i productes manufacturats en la ferreries de la zona (com àncores) cap a Anglaterra.
Actualment s'hi manté l'activitat pesquera litoral (anxova, sorell, verat, tonyina), però amb menys importància que en el passat. L'activitat pesquera està en una crisi contínua des de la dècada del 1970. Llavors havia més de 50 embarcacions pesqueres a Orio mentre que el 1996 no hi quedaven més de 30 embarcacions que donaven treball a prop de 300 persones. En els darrers 10 anys l'activitat pesquera ha decaigut encara més.

## Demografia
Orio té actualment 4.643 habitants (2005). Al llarg del segle xx la seva població ha anat augmentant de forma contínua des dels 1.268 habitants de principis de segle fins que va arribar els 4.000 habitants durant la dècada de 1970. A principis de la dècada de 1980 es va produir un estancament en la població derivat principalment de la crisi pesquera i industrial. La població es va mantenir entorn dels 4.300 habitants durant les dues últimes dècades. Actualment hi ha un repunt propiciat per la construcció de nous habitatges en el poble que està atraient a veïns d'altres localitats guipuscoanes que estan fixant aquí la seva residència i que estan transformant lentament a Orio en una localitat residencial. El fet que Orio sigui una localitat costanera i pintoresca, el cost de l'habitatge que encara té un valor inferior al de Zarautz o Sant Sebastià i unes acceptables comunicacions estan contribuint a aquest creixement.

## Esports
L'esport amb més tradició a Orio és el rem. La tradició del rem es remunta a l'època en la qual els oriotarres utilitzaven la força dels seus braços per a moure les embarcacions amb les quals es dedicaven a la pesca de la balena. Orio va ser l'última localitat basca en la qual es va pescar una balena franca el 14 de maig de 1901. Els oriotarres posseeixen el més brillant historial d'entre tots els ports cantàbrics en regates de traineres. Destaca el seu palmarès en la prestigiosa Bandera de la Concha de Sant Sebastià (prova reina de la temporada de traineres al Cantàbric) amb 32 victòries al llarg de la història.

## Festes
Les festes patronals d'Orio se celebren per Sant Pere i el seu dia gran és el 29 de juny. Els pescadors celebren amb magnificència al sant que els protegirà en la costanera del bonítol, que habitualment comença al juliol. El dia dels pescadors és Sant Nicolau de Bari, 6 de desembre.